# Виллизау-Штадт
Виллизау-Штадт (нем. Willisau Stadt) — бывшая коммуна в Швейцарии, в кантоне Люцерн.
Коммуна была образована в 1803 году при разделении коммуны Виллизау на Виллизау-Ланд и Виллизау-Штадт. 1 января 2006 года 2 коммуны снова были объединены в Виллизау.
Население составляло 3087 человек (на 31 декабря 2004 года). Официальный код — 1149.